# Vi ses måske
|  | Denne artikel er oprettet af botten PalnaBot ud fra en ekstern database. Den kan derfor have sproglige fejl eller mangler. Denne skabelon kan fjernes efter kontrol af indholdet. |

Vi ses måske er en kortfilm fra 1989 instrueret af Birgitte Christensen efter manuskript af Birgitte Christensen.

## Handling
Bittersød fortælling om en rodløs ung pige i en flimrende verden. Louise arbejder på cafe. Louise keder sig. Louise vil gerne være lykkelig.